# Sara Löfgren
Sara Therese Löfgren (Varberg, 11 aprile 1977) è una cantante svedese.

## Carriera
Negli anni '90 Sara Löfgren ha fatto parte del gruppo Académia, con cui ha pubblicato l'album The Tale of the Ocean Waves nel 1993. Nel 2003 ha partecipato alla terza edizione del talent show canoro Fame Factory, arrivando in finale.
Dopo il programma ha firmato un contratto discografico con la Mariann Grammofon, sotto cui ad ottobre 2003 ha pubblicato il suo singolo di debutto, Starkare, che ha raggiunto la vetta della classifica svedese dei singoli, mantenendo la posizione per tre settimane non consecutive. A gennaio 2004 è uscito il secondo singolo För alltid, che ha conquistato un 5º posto in classifica e ha anticipato l'album di debutto, intitolato Starkare e uscito il mese successivo. Il disco ha debuttato al 1º posto nella classifica svedese degli album e ha finito per vendere più di 60 000 copie.
Con il suo terzo singolo Som stormen la cantante ha partecipato a Melodifestivalen 2004, il processo di selezione svedese per il rappresentante nazionale all'Eurovision Song Contest. Dopo essersi qualificata dalla semifinale si è esibita nella finale del 20 marzo, piazzandosi 7ª su dieci partecipanti.
Nel 2007 è entrata a far parte del complesso gothic metal Those We Don't Speak Of come cantante, con cui ha cantato allo Sweden Rock Festival. Ha abbandonato il progetto l'anno successivo per seguire la sua gravidanza.

## Discografia

### Album
- 2004 - Starkare
- 2009 - Där maskrosorna blommar

### Singoli
- 2003 - Starkare
- 2004 - För alltid
- 2004 - Som stormen
- 2004 - Lite kär
- 2005 - Fastän regnet öser ner
- 2006 - Vägen hem
- 2015 - När mörkret faller
- 2015 - Stor våg, liten våg